# Yūji Kunimoto
Yūji Kunimoto (国本雄資?, Kunimoto Yūji; Yokohama, 12 settembre 1990) è un pilota automobilistico giapponese, vincitore dei campionati Formula Challenge Japan 2008, F3 giapponese 2010 e Super Formula 2016.
È il fratello minore di Keisuke Kunimoto, vincitore del Gran Premio di Macao 2008.

## Risultati

### Formula Nippon/Super Formula results
| Anno | Team                    | 1       | 2        | 3       | 4       | 5       | 6        | 7       | 8      | 9        | 10     | Punti | Pos. |
| ---- | ----------------------- | ------- | -------- | ------- | ------- | ------- | -------- | ------- | ------ | -------- | ------ | ----- | ---- |
| 2011 | P.mu/cerumo・INGING     | SUZ 13  | AUT 11   | FUJ 15  | MOT 12  | SUZ C   | SUG 5    | MOT 4   | DSQ    |          |        | 6.5   | 10°  |
| 2012 | P.mu/cerumo・INGING     | SUZ 14  | MOT 9    | AUT 8   | FUJ 8   | MOT 10  | SUG 13   | SUZ 11  | SUZ 12 |          |        | 2     | 13°  |
| 2013 | P.mu/cerumo・INGING     | SUZ 10  | AUT 10   | FUJ 7   | MOT 6   | SUG 4   | SUZ Rit  | SUZ 15  |        |          |        | 10    | 10°  |
| 2014 | P.mu/cerumo・INGING     | SUZ 13  | FUJ1 5   | FUJ2 7  | FUJ 3   | MOT 13  | AUT 2    | SUG 9   | SUZ1 4 | SUZ2 Rit |        | 19.5  | 7°   |
| 2015 | P.mu/cerumo・INGING     | SUZ 17  | OKA Rit  | FUJ 4   | MOT 18  | AUT 8   | SUG 17   | SUZ 7   | SUZ 8  |          |        | 7.5   | 9°   |
| 2016 | P.mu/cerumo・INGING     | SUZ 2   | OKA 6    | FUJ Rit | MOT 4   | OKA 2   | OKA 1    | SUG 15  | SUZ 1  | SUZ 6    |        | 33    | 1°   |
| 2017 | P.mu/cerumo・INGING     | SUZ 3   | OKA 10   | OKA 9   | FUJ Rit | MOT 15  | AUT 5    | SUG 4   | SUZ1 C | SUZ2 C   |        | 16    | 8°   |
| 2018 | JMS P.mu/cerumo・INGING | SUZ1 13 | AUT C    | SUG Rit | FUJ 3   | MOT 15  | OKA 8    | SUZ2 4  |        |          |        | 11.5  | 8°   |
| 2019 | Kondō Racing            | SUZ1 6  | AUT 16   | SUG 6   | FUJ 16  | MOT 10  | OKA 16   | SUZ2 15 |        |          |        | 5     | 17°  |
| 2020 | carrozzeria Team KCMG   | MOT Rit | OKA 7    | SUG 5   | AUT 4   | SUZ1 3  | SUZ2 Rit | FUJ 15  |        |          |        | 29    | 9°   |
| 2021 | carrozzeria Team KCMG   | FUJ 8   | SUZ1 Rit | AUT Rit | SUG 13  | MOT1 11 | MOT2 Rit | SUZ2 15 |        |          |        | 3     | 18°  |
| 2022 | KCMG                    | FUJ 13  | FUJ 15   | SUZ 6   | AUT 11  | SUG 9   | FUJ 8    | MOT 15  | MOT 12 | SUZ 20   | SUZ 18 | 10    | 16°  |
| 2023 | KCMG                    | FUJ 12  | FUJ 16   | SUZ 16  | AUT 10  | SUG 9   | FUJ 15   | MOT 10  | SUZ 16 | SUZ 8    |        | 7     | 17°  |
| 2024 | Itochu Enex Team Impul  | SUZ Rit | AUT 19   | SUG 7   | FUJ 6   | MOT 11  | FUJ      | FUJ     | SUZ    | SUZ      |        | 7*    |      |

* Stagione in corso.

### 24 Ore di Le Mans
| Anno | Team                | Co-Piloti                         | Auto                | Classe | Giri | Pos. | Class Pos. |
| ---- | ------------------- | --------------------------------- | ------------------- | ------ | ---- | ---- | ---------- |
| 2017 | Toyota Gazoo Racing | José María López Nicolas Lapierre | Toyota TS050 Hybrid | LMP1   | 160  | Rit  | Rit        |